# Rishi Sunak
Rishi Sunak, britanski politik, * 12. maj 1980, Southampton, Hampshire, Anglija.
Med letoma 2022 in 2024 je bil predsednik vlade Združenega kraljestva. Od oktobra 2022 je vodja konservativne stranke; po splošnih volitvah julija 2024 je postal vodja opozicije. Bil je prvi Britanec azijskih korenin na položaju premierja in vodje opozicije.
V času vlade Borisa Johnsona je bil Sunak med letoma 2020 in 2022 minister za finance, pred tem pa od leta 2015 poslanec (MP) za Richmond in Northallerton, prej Richmond (Yorks).

## Mladost in izobraževanje
Sunak se je rodil v Southamptonu staršem indijskega porekla, ki so se v Veliko Britanijo priselili iz vzhodne Afrike v šestdesetih letih prejšnjega stoletja. Šolal se je na kolidžu Winchester, študiral filozofijo, politiko in ekonomijo na kolidžu Lincoln v Oxfordu ter kot Fulbrightov štipendist pridobil magisterij iz poslovne administracije na Univerzi Stanford v Kaliforniji. Med študijem na Univerzi v Oxfordu je Sunak opravljal pripravništvo v osrednjem uradu konzervativcev in se pridružil konzervativcem. Po diplomi je delal za Goldman Sachs in kasneje kot partner v podjetjih hedge skladov Children's Investment Fund Management in Theleme Partners. 

## Politika
Sunak je bil na splošnih volitvah leta 2015 izvoljen v spodnji dom parlamenta. Podprl je uspešno kampanjo za brexit na referendumu o članstvu v Evropski uniji leta 2016. Theresa May je Sunaka leta 2019 imenovala na nižji ministrski položaj parlamentarnega državnega podsekretarja za lokalno upravo, Johnson pa ga je leta 2019 imenoval na mesto glavnega sekretarja ministrstva za finance .
Leta 2020 je Sunak napredoval v kanclerja državne blagajne. Na tem položaju je bil pomemben pri vladnem finančnem odzivu na pandemijo COVID-19 in njenem gospodarskem vplivu, vključno s shemami dopusta in Eat Out to Help Out, prav tako je bil ključen pri vladnem odzivu na naraščanje življenjskih stroškov. V zgodnjih fazah pandemije COVID-19 leta 2020 je Rishi Sunak rasel po javnomnenjskih raziskavah priljubljenosti, trend pa je nato z odzivanjem na višanje življenjskih stroškov upadel. Julija 2022 je odstopil z mesta kanclerja med vladno krizo, ki je dosegla vrhunec z Johnsonovim odstopom, in kandidiral na vodstvenih volitvah, da bi ga nasledil kot vodja Konservativne stranke. Prejel je največ glasov v vsaki seriji poslanskih glasov, vendar ga je z glasovi članov prehitela Liz Truss, ki je nato postala tudi predsednica vlade. Ves čas njenega mandata je Sunak preživel v zadnjih klopeh.

### Predsednik vlade
Po odstopu Liz Truss z mesta premierke je bil Sunak brez protikandidata izvoljen za novega predsednika stranke. Ob prevzemu stranke je bil star 42 let in s tem postal najmlajši premier po grofu Liverpoolskem leta 1812.
Med svojim premierskim mandatom je Sunak poskušal izboljšati gospodarstvo in stabilizirati nacionalno politiko. Zastavil je pet ključnih prednostnih nalog: prepolovitev inflacije, rast gospodarstva, zmanjšanje dolga, zmanjšanje čakalnih vrst v zdravstvu in zaustavitev nezakonitega prečkanja Rokavskega preliva z majhnimi čolni z uveljavitvijo azilnega načrta za Ruando. 
Na področju zunanje politike je Sunak odobril pošiljke orožja Ukrajini kot odgovor na rusko invazijo na državo in obljubil podporo Izraelu po napadih, ki so začeli vojno med Izraelom in Hamasom, kasneje pa je pozval k prekinitvi ognja na območju Gaze. 
Sunaku ni uspelo preprečiti padanja priljubljenosti vladajoče Konservativne stranke, kar se je odrazilo v slabih rezultatih stranke na lokalnih volitvah leta 2023 in 2024. Sunak je sklical splošne volitve za julij 2024, čeprav se je na splošno pričakovalo, da bo volitve razpisal jeseni; konservativci so te volitve prepričljivo izgubili proti opozicijski laburistični stranki, ki jo vodi Keir Starmer, s čimer se je končalo 14-letno vladanje konservativcev.
Po odhodu s položaja je Sunak postal vodja opozicije in ostal vodja konservativcev. Naslednjih pet let namerava ostati tudi poslanec v zadnji klopi.

## Politična stališča
Sunak je bil znotraj svoje stranke opisan kot zmeren politik s tehnokratskim ali menedžerskim slogom vodenja. Kot poroča Euronews, Sunaka "pogosto dojemajo kot pragmatika in kot pripadnika središča konservativne stranke". Nasprotoval je ekonomski politiki Liz Truss,  in čeprav je bil opisan kot Thatcherist, velja za manj ekonomsko liberalnega od Trussove.
Aprila 2023 je bilo Sunakovo dojemanje centrista v nasprotju z opisi politik njegove vlade glede vprašanj transspolnosti in migracij kot družbeno konservativnih, pri čemer je Jessica Elgot iz The Guardiana Sunaka opisala kot "morda najbolj družbeno konservativnega premierja svoje generacije". Robert Shrimsley iz Financial Timesa je Sunaka opisal kot nekoga, čigar "lahkoten način, kariera v svetovnih financah in etnično poreklo lahko kažejo na bolj svetovljanskega konservativeca", čeprav je družbeno konservativen in pragmatičen. Medtem je New Statesman opisal Sunaka kot nelagodno mešanico liberalno-konservativnih in nacionalno-konservativnih instinktov. Julija 2023 ga je The Economist opisal kot "najbolj desno usmerjenega konservativnega premierja po Margaret Thatcher".

## Osebno življenje
Avgusta 2009 se je Sunak poročil z Akshato Murty, hčerko NR Narayane Murthy in Sudhe Murty. Njegov tast je ustanovitelj tehnološkega podjetja Infosys, v katerem ima Akshato lastniški delež. Sunak in Murty sta se spoznala med študijem na univerzi Stanford v ZDA; imata dve hčerki: prvo rojeno leta 2011 in drugo 2013. Novembra 2020 je The Guardian poročal, da Sunak ni prijavil znatnega zneska finančnih interesov svoje žene in družine v register premoženja ministrov, vključno s skupno 1,7 milijarde funtov deleža v indijskem podjetju Infosys. Ministri morajo prijaviti premoženje, ki je "pomembno" za njihove odgovornosti in "za katere se lahko domneva, da so v nasprotju" z njihovimi javnimi dolžnostmi. Neodvisni svetovalec za interese ministrov je preiskal in ugotovil, da Sunak ni prekršil nobenega pravila.
Sunak in Murty imata v lasti več hiš v Združenem kraljestvu in Združenih državah Amerike.
Sunak je navijač nogometnega kluba Southampton. Na vprašanje, kakšna bi bila njegova idealna služba, če ne bi bil politik, je odgovoril, da če bi lahko "vodil nogometni klub Southampton", bi bil "zelo srečen človek".
Sunak je hindujec in se identificira kot britanski Indijec, pri čemer pravi, da je "popolnoma Britanec", vendar z indijsko versko in kulturno dediščino. Kot poslanec v spodnjem domu je prisegel na Bhagavad Giti. Med kronanjem Karla III. je Sunak bral novozavezno knjigo Pisma Kološanom – Kološanom 1:9–17. Po umoru Georgea Floyda s strani policista Dereka Chauvina je Sunak dejal, da se je v življenju soočal tudi z rasizmom.
Ko je govoril o svojem otroštvu med volilno kampanjo leta 2024, je Sunak dejal, da so njegovi starši "želeli vse vložiti v njegovo izobrazbo in to je bila prednostna naloga" ter da med odraščanjem ni imel televizije Sky.